# تپه قیزیللی داغ
تپه قیزیللی داغ مربوط به هزاره اول قبل از میلاد است و در شهرستان مشگین‌شهر، بخش ارشق، دهستان ارشق مرکز ی، روستای قورلو واقع شده و این اثر در تاریخ ۲۶ اسفند ۱۳۸۷ با شمارهٔ ثبت ۲۵۸۵۰ به‌عنوان یکی از آثار ملی ایران به ثبت رسیده است.